# Піпіль
Піпіль (самоназва «масеуаль») — корінний америндський народ. Піпілі проживають на території Сальвадору, лише невелика частина — на території Гватемали. Мова піпіль належить до ацтеко-таноанської мовної сім'ї.
Піпілі можна умовно поділити на три етнічні групи переселенців, які поступово утворили спільну культуру і, урешті-решт, власну державу.
Перша група — це народ мовної сім'ї мая-соке, мова і культура якого домінувала до X століття; друга — ацтеки (науа), які разом із народом мовної сім'ї мая-соке створили досить розвинуту культуру; третя — група, якій була дана умовна назва «ісалько-піпіль», у Х-ХІ століття зайняла західний берег річки Лемпа.
Згідно з легендами, яких не заперечують дані археологічних розкопок, це були переселенці з держави тольтеків, котрі рятувались від громадянського конфлікту.